# Markpiber
Markpiber (Anthus campestris) er en 17 centimeter stor spurvefugl, der yngler spredt over en stor del af Eurasien. Arten er i Europa især udbredt i Syd- og Østeuropa. Den er en sjælden ynglefugl i Danmark i klitter og andre åbne steder nær kysten. Det er en trækfugl, der overvintrer i sahelområdet i Afrika, på den Arabiske Halvø eller i Grækenland og Tyrkiet.
Markpiberen er tydeligt forskellig fra de fleste andre pibere, idet dens fjerdragt er lysere og som regel uden pletter på undersiden. Halen er lang og gulbrun med hvide kanter. Stemmen er karakteristisk, da sangen er et kraftigt, mere eller mindre taktfast gentaget zirr-li og kaldet et schilp eller tsiiip, der minder om gråspurvens eller den gule vipstjerts. Sangen fremføres oftest i sangflugt i store buer højt over jorden.
Bestanden af markpiber er i den sidste del af 1900-tallet gået tilbage i de fleste europæiske lande. I Danmark blev der i 2011 kun registreret to ynglepar, mens der i 1978 blev vurderet at være 30-50 par. Den er regnet som kritisk truet på den danske rødliste 2019.